# Адамув (гміна Кломніце)
Адамув (пол. Adamów) — село в Польщі, у гміні Кломниці Ченстоховського повіту Сілезького воєводства.
Населення — 414 осіб (2011).
У 1975-1998 роках село належало до Ченстоховського воєводства.

## Демографія
Демографічна структура станом на 31 березня 2011 року:
|          | Загалом | Допрацездатний вік | Працездатний вік | Постпрацездатний вік |
| -------- | ------- | ------------------ | ---------------- | -------------------- |
| Чоловіки | 195     | 36                 | 136              | 23                   |
| Жінки    | 219     | 43                 | 122              | 54                   |
| Разом    | 414     | 79                 | 258              | 77                   |